# Turan Ceylan
Turan Ceylan (* 12. Juni 1968 in Tokat) ist ein ehemaliger türkischer Ringer. Er wurde 1994 Weltmeister im freien Stil im Weltergewicht.

## Werdegang
Turan Ceylan begann 1978 in Tokat mit dem Ringen. Er bevorzugte dabei den freien Stil. Er gehörte Ringervereinen in Tokat und in Ankara an. Der Trainer, dem er das meiste verdankte, war Yakup Topuz. Seine erste internationale Meisterschaft bestritt er bereits 1982 im Alter von 14 Jahren. Er gewann dabei in Manchester den Jugendeuropameistertitel in der Gewichtsklasse bis 40 kg Körpergewicht. Im Laufe der Jahre wuchs er dann über das Leichtgewicht in das Weltergewicht, das damals sein Gewichtslimit bei 74 kg hatte, hinein. In dieser Gewichtsklasse bestritt er seine meisten Wettkämpfe. Neben dem Ringen absolvierte er eine Ausbildung zum Techniker. Er ist aber nach Beendigung seiner Ringerlaufbahn als Ringertrainer bei einem Sportverein und beim türkischen Ringerverband tätig.
1988 erzielte Turan Ceylan noch ein gutes Ergebnis bei einer Meisterschaft im Nachwuchsbereich. Er belegte dabei bei der Junioreneuropameisterschaft (Espoirs) in Wałbrzych im Leichtgewicht hinter Alexander Leipold, BRD, André Backhaus, DDR, und Paschrudin Salibekow, UdSSR, den 4. Platz.
1990 nahm Turan Ceylan erstmals bei einer Seniorenweltmeisterschaft teil. Er verlor aber dort gegen Rahmat Sukra aus Bulgarien, schied damit aus und konnte sich nicht platzieren. 1991 startete er bei der Weltmeisterschaft in Warna im Weltergewicht und erreichte dort den 9. Platz. Für die Teilnahme an den Olympischen Spielen 1992 konnte er sich nicht qualifizieren. Er scheiterte in der Türkei an Selahattin Yiğit. 1993 war er aber sowohl bei der Europameisterschaft in Istanbul, als auch bei der Weltmeisterschaft in Toronto am Start. Beide Male erzielte er mit einem 6. Platz in Istanbul und einem 4. Platz in Toronto gute Ergebnisse, beide Male verpasste er aber relativ knapp die Medaillenränge.
1994 wurde dann zum erfolgreichsten Jahr in der Ringerlaufbahn von Turan Ceylan. Er gewann zunächst bei der Europameisterschaft in Rom im Weltergewicht hinter Nasir Gadžihanov aus Russland und vor Alexander Leipold und Alan Msokow, Ukraine, eine Silbermedaille und im August dieses Jahres wurde er in Istanbul vor Victor Peicov, Moldawien, Behrouz Yari Kalani, Iran und Alberto Rodríguez Hernández, Kuba, Weltmeister. 1995 gewann er bei der Europameisterschaft in Fribourg/Schweiz hinter Alexander Leipold wieder einer Silbermedaille. Bei der Weltmeisterschaft 1995 wurde Turan Ceylan nicht eingesetzt.
1996 startete er bei der Europameisterschaft in Budapest, kam aber im Weltergewicht nicht über einen 7. Platz hinaus. Gänzlich enttäuschend für ihn verlief auch sein Start bei den Olympischen Spielen 1996 in Atlanta. Er verlor dort gegen Rodion Kertanti aus der Slowakei und gegen Alberto Rodríguez Hernández und kam dadurch nur auf den 18. Platz. Danach beendete er seine aktive Ringerlaufbahn.

## Internationale Erfolge
| Jahr | Platz | Wettbewerb                                | Gewichtsklasse | Ergebnisse                                                                                            |
| 1982 | 1.    | Jugend-EM in Manchester                   | bis 40 kg      | |
| 1984 | 2.    | Balkan-Meisterschaft in Haskovo           | Papier         | |
| 1986 | 4.    | Balkan-Meisterschaft in Sonbor            | Feder          | |
| 1986 | 10.   | Junioren-WM in Schifferstadt              | bis 65 kg      | Sieger: Eskender Tonsupow, UdSSR vor Alexander Leipold, Deutschland und Attila Repka, Ungarn          |
| 1987 | 9.    | Junioren-EM in Kattowitz                  | Leicht         | Sieger: Georgi Iwanischwili, UdSSR vor Endre Elekes, Ungarn                                           |
| 1988 | 4.    | Junioren-EM (Espoirs) in Wałbrzych        | Leicht         | hinter Alexander Leipold, André Backhaus, DDR und Paschrudin Salibekow, UdSSR                         |
| 1991 | 1.    | Mittelmeerspiele in Athen                 | Welter         | vor Joakim Vassiliadis, Griechenland und Mohamed Issam, Ägypten                                       |
| 1991 | 9.    | WM in Warna                               | Welter         | Sieger: Amir Reza Khadem, Iran vor Kenneth Monday, USA, Nasir Gadžihanov, UdSSR und Alexander Leipold |
| 1991 | 1.    | Militär-WM in Istanbul                    | Welter         | vor Michael Kothe, Deutschland und M. Akbar, Pakistan                                                 |
| 1992 | 3.    | „Yasar-Dogu“-Memorial in Istanbul         | Welter         | hinter André Backhaus, Deutschland und Jelew, Bulgarien                                               |
| 1993 | 6.    | EM in Istanbul                            | Welter         | Sieger: André Backhaus vor János Nagy, Ungarn und Victor Peicov, Moldawien                            |
| 1993 | 4.    | WM in Toronto                             | Welter         | hinter Park Jang-soon, Südkorea, Dave Schultz, USA und Alberto Rodríguez Hernández, Kuba              |
| 1994 | 2.    | EM in Rom                                 | Welter         | hinter Nasir Gadžihanov, Russland vor Alexander Leipold und Alan Msokow, Ukraine                      |
| 1994 | 2.    | Großer Preis von Deutschland in Wiesental | Welter         | hinter Ruslan Kinchagov, Usbekistan vor André Backhaus und Ihar Kosyr, Weißrussland                   |
| 1994 | 1.    | WM in Istanbul                            | Welter         | vor Victor Peicov, Behrouz Yari Kalani, Iran und Alberto Rodríguez Hernández                          |
| 1995 | 2.    | EM in Fribourg/Schweiz                    | Welter         | hinter Alexander Leipold, vor Nasir Gadžihanov und Alan Msokow                                        |
| 1996 | 7.    | EM in Budapest                            | Welter         | Sieger: Buwaissar Saitijew, Russland vor Rodion Kertanti, Slowakei                                    |
| 1996 | 1.    | Großer Preis von Deutschland in Leipzig   | Welter         | vor Nuri Zengin, Türkei, Árpád Ritter, Ungarn und Alberto Rodríguez Hernández                         |
| 1996 | 18.   | OS in Atlanta                             | Welter         | nach Niederlagen gegen Rodion Kertanti und Alberto Rodríguez Hernández                                |

Erläuterungen
- alle Wettkämpfe im freien Stil
- OS = Olympische Spiele, WM = Weltmeisterschaft, EM = Europameisterschaft
- Papiergewicht, Gewichtsklasse bis 48 kg, Federgewicht, bis 62 kg, Leichtgewicht, bis 68 kg und Weltergewicht, bis 74 kg Körpergewicht